# 三沢漁港
三沢漁港（みさわぎょこう）は、青森県三沢市大字三沢字浜通、港町にある第3種漁港である。

## 概要
青森県が管理する漁港で、三沢市漁業協同組合の拠点。港の南側には海水浴場として「三沢ビードルビーチ」が整備され、サーフィンのポイントとしても知られている。また、毎年8月末には「みさわ港まつり」が催されており、近年では約5万人が訪れる。
2011年（平成23年）3月11日の東北地方太平洋沖地震による津波で大きな損害を受けた。

## 沿革
- 1973年6月15日 - 第2種漁港に指定
- 1980年9月2日 - 一部供用開始
- 1981年10月 - 地方卸売市場三沢市魚市場開設
- 1990年7月22日 - 第10回全国豊かな海づくり大会開催
- 2000年7月20日 - 三沢ビードルビーチオープン
- 2002年3月 - 第3種漁港に指定

## 主な魚種
- イカ類
- サケ
- 貝類(特にホッキ貝)
- ヒラメ
- カレイ類